# Charles Kessler
Karl „Charles“ Kessler (* 11. Januar 1911 in Rossa; † 10. April 1998 in Itingen) war ein Schweizer Eishockeyspieler. Sein Bruder Herbert Kessler war ebenfalls Schweizer Eishockey-Nationalspieler.

## Karriere
Charles Kessler nahm für die Schweizer Eishockeynationalmannschaft an den Olympischen Winterspielen 1936 in Garmisch-Partenkirchen teil. Auf Vereinsebene spielte er für den Zürcher SC und SC Bern.
Ausserdem stand er bei den Weltmeisterschaften 1933, 1934, 1935, 1937, 1938 und 1939 für die Eidgenossen im Einsatz.